# Pianoconcert nr. 2 (Beethoven)
Ludwig van Beethovens Pianoconcert Nr. 2 in Bes majeur op. 19 werd gecomponeerd tussen 1787 en 1789. Doordat het een hoger opusnummer heeft dan het Pianoconcert nr. 1 in C majeur op. 15, geldt het als het "Tweede", maar chronologisch is het Beethovens eerste pianoconcert. 
Het werk is georkestreerd voor pianosolo en een orkest bestaande uit 1 fluit, 2 hobo's, 2 fagotten, 2 hoorns, 2 trompetten en strijkers. Zoals gebruikelijk in concerten bestaat het uit drie delen:
- I. Allegro con brio (Bes-groot)
- II. Adagio (Es-groot)
- III. Rondo (Molto allegro) (Bes-groot)